# Drosera acaulis
Espèce
Classification phylogénétique
Drosera acaulis est une espèce végétale de la famille des Droseraceae.

## Description générale
Les feuilles sont ovales, regroupées en rosettes et ne présentent pas de pétiole. Sa fleur blanche est aussi parfois sessile. Son système racinaire est peu développé (1 à 2 racines seulement). 

## Répartition
Drosera acaulis est endémique d'Afrique du Sud et plus spécifiquement du Matroosberg dans la province du Cap-Occidental.

## Écologie
L'espèce ne se rencontre qu'à partir de 1 800 mètres d'altitude.

### Source
- Obermayer, A.A. (1970) Droseraceae dans Flora of South Africa, Vol. 13:187-201 (description de Drosera acaulis).